# Леопардов смок
Леопардовият смок (Zamenis situla) е вид змия от семейство Смокообразни (Colubridae), разпространен в Южна и Югоизточна Европа. Съществуват две форми, петниста и ивичеста, които в някои класификации са разглеждани като отделни подвидове (Z. s. leopardina и Z. s. situla). Името на вида се дължи на оцветяването на петнистата форма, която е и по-често срещана в България.

## Описание
Тялото на леопардовия смок достига на дължина до 110 cm. При пъстрата форма светлокафявият гръб е осеян с големи, овални по форма червенокафяви или яркочервени петна, очертани с черна ивица. Черни петна има и странично на тялото. Коремът е бял, с множество шахматно разположени черни петна. Тези петна понякога образуват надлъжна ивица.

## Разпространение
Леопардовият смок е разпространен в Южна Италия, Сицилия, южната част и западното крайбрежие на Балканския полуостров, южната част на Крим, западното крайбрежие на Мала Азия и островите в Егейско море. В България се среща по долината на Струма до Кресненския пролом на север и в района на Созопол. До началото на 20 век е съществувало и находище край Асеновград.

## Местообитание
Леопардовият смок обитава обрасли с треви и храсти сухи и топли скалисти местности. През лятото е активен главно през нощта, а през деня се укрива под камъни или храсти.

## Хранене
Храни се главно с дребни гризачи и насекомоядни, по-рядко с гущери, малки на птици и други.

## Размножаване
Снася 2-4 обли яйца най-често през първата половина на юли с размер около 36 мм

## Още
Тази змия е безобидна за хората, въпреки че при улавяне обикновено хапе. Не е отровна.